# تازه آباد مولائي (مقاطعة دالاهو)
تازه‌آباد مولائي (بالفارسية: تازه‌آباد مولائی) هي قرية تقع في كرمانشاه في إيران. يقدر عدد سكانها بـ 54 نسمة .